# Momento (matemáticas)
En matemáticas, los momentos de una función son ciertas medidas cuantitativas relacionadas con la forma de la gráfica de la función. Si la función representa la densidad de masa, entonces el momento cero es la masa total, el primer momento (normalizado por la masa total) es el centro de masas y el segundo momento es el momento de inercia. Si la función es una distribución de probabilidad, entonces el primer momento es la esperanza, el segundo es el momento central o varianza, el tercero o momento estándar cuantifica la asimetría estadística y el cuarto momento estándar es la curtosis. El concepto matemático está estrechamente relacionado con el concepto de momento en física.
Para una distribución de masa o probabilidad en un intervalo acotado, la colección de todos los momentos (de todos los órdenes, de 0 a ∞) determina de forma única la distribución (problema del momento de Hausdorff). No ocurre lo mismo en intervalos ilimitados (problema del momento de Hamburger).
A mediados del siglo XIX, Pafnuti Chebyshov se convirtió en la primera persona en pensar sistemáticamente en términos de los momentos de una variable aleatoria.

## Relevancia de los momentos
El momento bruto n (es decir, el momento respecto al valor cero) de una distribución se define por{\displaystyle \mu '_{n}=\langle x^{n}\rangle }
donde
{\displaystyle \langle f(x)\rangle ={\begin{cases}\sum f(x)P(x),&{\text{distribución discreta}}\\\int f(x)P(x)dx,&{\text{distribución continua}}\end{cases}}}
El momento n de una función continua de valor real f(x) de una variable real respecto a un valor c es la integral {\displaystyle \mu _{n}=\int _{-\infty }^{\infty }(x-c)^{n}\,f(x)\,\mathrm {d} x.}
Es posible definir momentos para una variable aleatoria de una manera más general que los momentos para funciones con valores reales (véase momentos en espacios métricos). El momento de una función, si no se especifica algo distinto, suele referirse a la expresión anterior con c = 0.
Para el segundo momento y superiores, generalmente se utilizan los momento central (momentos con respecto a la media, siendo c la media) en lugar de los momentos con respecto a cero, porque proporcionan información más clara sobre la forma de la distribución.
También se pueden definir otros momentos. Por ejemplo, el momento inverso n con respecto a cero es {\displaystyle \operatorname {E} \left[X^{-n}\right]} y el momento logarítmico n con respecto a cero es {\displaystyle \operatorname {E} \left[\ln ^{n}(X)\right].}
El momento n con respecto a cero de una función de densidad de probabilidad f(x) es la media o esperanza de Xn y se denomina momento bruto o momento crudo. Los momentos respecto de la media μ se denominan momentos centrales, que describen la forma de la función, sin considerar traslaciones.
Si f es una función de densidad de probabilidad, entonces el valor de la integral anterior se llama n-ésimo momento de distribución de probabilidad. De manera más general, si F es una función de distribución de probabilidad acumulada de cualquier distribución de probabilidad, que puede no tener una función de densidad, entonces el momento n de la distribución de probabilidad viene dado por la integral de Riemann-Stieltjes{\displaystyle \mu '_{n}=\operatorname {E} \left[X^{n}\right]=\int _{-\infty }^{\infty }x^{n}\,\mathrm {d} F(x)}
donde X es una variable aleatoria que tiene esta distribución acumulada F, y E es la esperanza o media.
Cuando
{\displaystyle \operatorname {E} \left[\left|X^{n}\right|\right]=\int _{-\infty }^{\infty }\left|x^{n}\right|\,\mathrm {d} F(x)=\infty } se dice que el momento no existe. Si el momento n con respecto a cualquier punto existe, también existe el momento (n − 1) (y, por lo tanto, todos los momentos de orden inferior) con respecto a cada punto. El momento cero de cualquier función de densidad de probabilidad es 1, ya que el área bajo cualquier función de densidad de probabilidad debe ser igual a uno.
| Momento ordinal | Momento | Momento  | Momento                        | Cumulante | Cumulante          |
| Momento ordinal | Crudo   | Central  | Estandarizado                  | Bruto     | Normalizado        |
| --------------- | ------- | -------- | ------------------------------ | --------- | ------------------ |
| 1               | Media   | 0        | 0                              | Media     |                    |
| 2               | –       | Varianza | 1                              | Varianza  | 1                  |
| 3               | –       | –        | Asimetría estadística          | –         | Asimetría          |
| 4               | –       | –        | Curtosis (defecto o historial) | –         | Exceso de curtosis |
| 5               | –       | –        | Hiperasimetría                 | –         | –                  |
| 6               | –       | –        | Hipercola                      | –         | –                  |
| 7+              | –       | –        | –                              | –         | –                  |

### Momentos estándar
El momento central n-ésimo normalizado o momento estandarizado es el momento central n-ésimo dividido por σn. El momento central n-ésimo normalizado de la variable aleatoria X es {\displaystyle {\frac {\mu _{n}}{\sigma ^{n}}}={\frac {\operatorname {E} \left[(X-\mu )^{n}\right]}{\sigma ^{n}}}={\frac {\operatorname {E} \left[(X-\mu )^{n}\right]}{\operatorname {E} \left[(X-\mu )^{2}\right]^{\frac {n}{2}}}}.}
Estos momentos centrales normalizados son cantidades adimensionales, que representan la distribución independientemente de cualquier cambio lineal de escala.
Para una señal eléctrica, el primer momento es su nivel de corriente continua y el segundo momento es proporcional a su potencia media.

### Momentos notables

#### Media
El primer momento bruto es la media, generalmente denominada {\displaystyle \mu \equiv \operatorname {E} [X].}.

#### Varianza
El segundo momento central es la varianza. La raíz cuadrada positiva de la varianza es la desviación típica {\displaystyle \sigma \equiv \left(\operatorname {E} \left[(x-\mu )^{2}\right]\right)^{\frac {1}{2}}.}

#### Asimetría
El tercer momento central es la medida del desequilibrio de la distribución. Cualquier distribución simétrica tendrá un tercer momento central, si se define, de cero. El tercer momento central normalizado se denomina asimetría estadística, a menudo γ. Una distribución sesgada hacia la izquierda (la cola de la distribución es más larga a la izquierda) tendrá una asimetría negativa. Una distribución que está sesgada hacia la derecha (la cola de la distribución es más larga a la derecha) tendrá una asimetría positiva.
Para distribuciones que no son muy diferentes de una distribución normal, su mediana estará cerca de μ − γσ/6; y la moda alrededor de μ − γσ/2.

#### Curtosis
El cuarto momento central es una medida del peso de la cola de la distribución. Dado que es la expectativa de una cuarta potencia, el cuarto momento central, cuando se define, siempre es no negativo, y salvo distribuciones puntuales, siempre es estrictamente positivo. El cuarto momento central de una distribución normal es 3σ4.
La curtosis κ se define como el cuarto momento central estandarizado (de manera equivalente, como en la siguiente sección, el exceso de curtosis es el cuarto cumulante dividido por el cuadrado del segundo cumulante). Si una distribución tiene colas con un peso significativo, la curtosis será alta (y se habla de distribuciones leptocúrticas); por el contrario, las distribuciones con colas de poco peso (por ejemplo, las distribuciones acotadas como la uniforme) tienen curtosis baja (y entonces se habla de distribuciones platicúrticas).
La curtosis puede ser positiva sin límite, pero κ debe ser mayor o igual a γ2 + 1. La igualdad solo se verifica para distribuciones binarias. Para distribuciones asimétricas no acotadas y no muy alejadas de la normal, κ tiende a estar en algún lugar en los valores comprendidos entre γ2 y 2γ2.
La desigualdad se puede probar considerando que {\displaystyle \operatorname {E} \left[\left(T^{2}-aT-1\right)^{2}\right]} donde T= (X − μ)/σ. Es la expectativa de un cuadrado, por lo que no es negativa para todo a. Sin embargo, también es un polinomio cuadrático en a. Su discriminante debe ser no positivo, lo que proporciona la relación requerida.

### Momentos de orden más alto
Se denominan momentos de alto orden a aquellos superiores al cuarto orden.
Al igual que con la varianza, la asimetría y la curtosis, estos son valores estadísticos de alto orden, que involucran combinaciones no lineales de los datos y pueden usarse para la descripción o estimación de parámetros de forma adicionales. Cuanto mayor es el momento, más difícil es de estimar, en el sentido de que se requieren muestras más grandes para obtener estimaciones de calidad similar. Esto se debe al exceso de grados de libertad requeridos por los valores estadísticos de órdenes superiores. Además, pueden ser sutiles de interpretar, y a menudo se entienden más fácilmente en términos de momentos de orden inferior (compárese con las derivadas de orden superior de sobreaceleración y de rebote en física). Por ejemplo, así como el momento de cuarto orden (curtosis) puede interpretarse como la "importancia relativa de las colas en comparación con los hombros en la contribución a la dispersión" (para una cantidad dada de dispersión, una curtosis más alta corresponde a colas más gruesas, mientras que una curtosis más baja corresponde a hombros más anchos), el momento de quinto orden puede interpretarse como una medida de la "importancia relativa de las colas en comparación con el centro (la moda y los hombros) en la contribución a la asimetría" (para una determinada cantidad de asimetría, un quinto momento más alto corresponde a una mayor asimetría en las porciones de la cola y poca asimetría de la moda, mientras que el quinto momento inferior corresponde a una mayor asimetría en los hombros).

### Momentos mixtos
Los momentos mixtos son aquellos que involucran múltiples variables.
El valor {\displaystyle E[X^{k}]} se denomina momento de orden {\displaystyle k} (los momentos también se definen para {\displaystyle k} no entero). Los momentos de la distribución conjunta de variables aleatorias {\displaystyle X_{1}...X_{n}} se definen de manera similar. Para cualquier número entero {\displaystyle k_{i}\geq 0}, la expectativa matemática {\displaystyle E[{X_{1}}^{k_{1}}\cdots {X_{n}}^{k_{n}}]} se denomina momento mixto de orden {\displaystyle k} (donde {\displaystyle k=k_{1}+...+k_{n}}), y {\displaystyle E[(X_{1}-E[X_{1}])^{k_{1}}\cdots (X_{n}-E[X_{n}])^{k_{n}}]} se denomina momento mixto central de orden {\displaystyle k}. El momento mixto {\displaystyle E[(X_{1}-E[X_{1}])(X_{2}-E[X_{2}])]} se llama covarianza y es una de las características básicas de dependencia entre variables aleatorias.
Algunos ejemplos son la covarianza, la coasimetría y la cocurtosis. Si bien existe una covarianza única, existen múltiples coasimetrías y cocurtosis.

## Propiedades de los momentos

### Transformación desde el centro
Dado que
{\displaystyle (x-b)^{n}=(x-a+a-b)^{n}=\sum _{i=0}^{n}{n \choose i}(x-a)^{i}(a-b)^{n-i}}
donde {\textstyle {\binom {n}{i}}} es el coeficiente binomial, se deduce que los momentos con respecto a b se pueden calcular a partir de los momentos con respecto a a mediante la relación:
{\displaystyle E\left[(x-b)^{n}\right]=\sum _{i=0}^{n}{n \choose i}E\left[(x-a)^{i}\right](a-b)^{n-i}.}

### Momento de la convolución de una función
El momento de la convolución de una función {\textstyle h(t)=(f*g)(t)=\int _{-\infty }^{\infty }f(\tau )g(t-\tau )\,d\tau } toma la forma
{\displaystyle \mu _{n}[h]=\sum _{i=0}^{n}{n \choose i}\mu _{i}[f]\mu _{n-i}[g]}
donde {\displaystyle \mu _{n}[\,\cdot \,]} denota el momento {\displaystyle n} de la función indicada entre paréntesis. Esta identidad se desprende del teorema de convolución para la función generadora de momentos y de la aplicación de la regla de la cadena para la derivada de un producto.

## Cumulantes
El primer momento bruto y el segundo y tercer momento central no normalizado son aditivos en el sentido de que si X e Y son variables aleatorias independientes, entonces
{\displaystyle {\begin{aligned}m_{1}(X+Y)&=m_{1}(X)+m_{1}(Y)\\\operatorname {Var} (X+Y)&=\operatorname {Var} (X)+\operatorname {Var} (Y)\\\mu _{3}(X+Y)&=\mu _{3}(X)+\mu _{3}(Y)\end{aligned}}}
Estas relaciones también pueden ser válidas para variables que satisfacen condiciones más débiles que la independencia. La primera siempre se cumple; si se cumple la segunda, las variables se denominan incorrelacionadas.
De hecho, estos son los tres primeros cumulantes y todos los cumulantes comparten esta propiedad de aditividad.

## Momentos de una muestra
Para todo k, el momento bruto k de una población se puede estimar utilizando el momento muestral bruto k.
{\displaystyle {\frac {1}{n}}\sum _{i=1}^{n}X_{i}^{k}}
aplicado a una muestra X1, ..., Xn extraída de una población.
Se puede demostrar que el valor esperado del momento muestral bruto es igual al momento bruto k de la población, si ese momento existe, para cualquier tamaño de muestra n. Por tanto, es un estimador insesgado. Esto contrasta con la situación de los momentos centrales, cuyo cálculo consume un grado de libertad al utilizar la media muestral. Entonces, por ejemplo, una estimación insesgada de la varianza poblacional (el segundo momento central) viene dada por
{\displaystyle {\frac {1}{n-1}}\sum _{i=1}^{n}\left(X_{i}-{\bar {X}}\right)^{2}}
en el que el denominador anterior n ha sido sustituido por los grados de libertad n − 1, y en el que {\displaystyle {\bar {X}}} se refiere a la media muestral. Esta estimación del momento poblacional es mayor que el momento muestral observado no ajustado por un factor de {\displaystyle {\tfrac {n}{n-1}},} y se denomina "varianza muestral ajustada" o, a veces, simplemente "varianza muestral".

## Problema de los momentos
Los problemas de determinar una distribución de probabilidad a partir de su secuencia de momentos se denominan problemas de los momentos. Estos problemas fueron discutidos por primera vez por P.L. Chebyshev (1874) en relación con la investigación sobre teoremas de límites. Para que la distribución de probabilidad de una variable aleatoria {\displaystyle X} esté definida unívocamente por sus momentos {\displaystyle \alpha _{k}=EX^{k}} es suficiente, por ejemplo, que se cumpla la condición de Carleman:
{\displaystyle \sum _{k=1}^{\infty }{\frac {1}{\alpha _{2k}^{1/2k}}}=\infty }
Un resultado similar se cumple incluso para momentos de vectores aleatorios. El problema de los momentos busca caracterizaciones de secuencias {\displaystyle {{\mu _{n}}':n=1,2,3,\dots }} que son secuencias de momentos de alguna función f, de las cuales todos los momentos {\displaystyle \alpha _{k}(n)} son finitos, y para cada entero {\displaystyle k\geq 1} se tiene que
{\displaystyle \alpha _{k}(n)\rightarrow \alpha _{k},n\rightarrow \infty ,}
donde {\displaystyle \alpha _{k}} es finito. Entonces hay una secuencia {\displaystyle {\mu _{n}}'} que converge débilmente a una función de distribución {\displaystyle \mu } que tiene {\displaystyle \alpha _{k}} como momentos. Si los momentos determinan {\displaystyle \mu } de forma única, entonces la secuencia {\displaystyle {\mu _{n}}'} converge débilmente a {\displaystyle \mu }.

## Momentos parciales
Los momentos parciales a veces se denominan "momentos unilaterales". Los momentos parciales inferior y superior de orden n con respecto a un punto de referencia r se pueden expresar como
{\displaystyle \mu _{n}^{-}(r)=\int _{-\infty }^{r}(r-x)^{n}\,f(x)\,\mathrm {d} x,}
{\displaystyle \mu _{n}^{+}(r)=\int _{r}^{\infty }(x-r)^{n}\,f(x)\,\mathrm {d} x.}
Si las funciones integrales no convergen, el momento parcial no existe.
Los momentos parciales se normalizan elevándolos a la potencia 1/n. La razón de potencial alcista puede expresarse como una relación entre un momento parcial superior de primer orden y un momento parcial inferior normalizado de segundo orden. Se han utilizado en la definición de algunas métricas financieras, como la razón de Sortino, ya que se centran exclusivamente en las tendencias de alza o de baja.

## Momentos centrales en espacios métricos
Sea (M, d) un espacio métrico y sea B(M) una σ-álgebra de Borel de M, la σ-álgebra generada por d-subconjuntos abiertos de M. Por razones técnicas, también es conveniente suponer que M es un espacio separable con respecto a la métrica d.
Sea 1 ≤ p ≤ ∞ el momento central p de una medida μ en un espacio medible (M, B(M)) alrededor de un punto dado x0 ∈ M se define como
{\displaystyle \int _{M}d\left(x,x_{0}\right)^{p}\,\mathrm {d} \mu (x).}
Se dice que μ tiene momento central p-ésimo finito si el momento central p-ésimo de μ con respecto a x0 es finito para algún x0 ∈ M.
Esta terminología para medidas se aplica a las variables aleatorias de la forma habitual: si (Ω, Σ, P) es un espacio de probabilidad y X : Ω → M es una variable aleatoria, entonces el p-ésimo momento central de X respecto a x0 ∈ M se define como
{\displaystyle \int _{M}d\left(x,x_{0}\right)^{p}\,\mathrm {d} \left(X_{*}\left(\mathbf {P} \right)\right)(x)=\int _{\Omega }d\left(X(\omega ),x_{0}\right)^{p}\,\mathrm {d} \mathbf {P} (\omega )=\operatorname {\mathbf {E} } [d(X,x_{0})^{p}],}
y X tiene momento central p-ésimo finito si el momento central p-ésimo de X respecto a x0 es finito para algún x0 ∈ M.